# Você Aprendeu a Amar?
Você Aprendeu A Amar? é o sexto álbum de estúdio da cantora brasileira, Priscilla, lançado em 22 de outubro de 2021, através da Sony Music Brasil, ainda assinado como "Priscilla Alcantara". O álbum é o primeiro da artista totalmente voltado para o pop brasileiro.

## Antecedentes e Lançamento
Após o enorme sucesso do single Girassol em parceria com o humorista Whindersson Nunes, Priscilla começou a trabalhar em uma nova era lançando o primeiro single "Correntes" em novembro de 2020. O álbum foi totalmente feito em Home Office devido a pandemia e contou com a produção do cantor e produtor Lucas Siveira da Banda Fresno. Em julho de 2021, Priscilla Alcântara anuncia sua transição musical do mercado gospel para o mercado pop através de um teaser publicado em suas redes sociais. A artista também resolveu mudar seu nome artístico adicionando mais um L ao nome. Logo após o anúncio, a artista lança o segundo single "Tem Dias" no início de agosto marcando assim sua primeira música após a transição de mercados. Sobre a mudança, Priscilla declara:
| “ | De forma alguma nesta mudança de gênero musical, eu vou me mudar ou me transformar em algo que altera a minha identidade. | ” |

| “ | Só vai alterar o tipo de temática que as pessoas vão me ouvir cantando e que é uma coisa que eu sempre conversei sobre isso com meu público. Eu não queria fazer essa transição como uma ruptura, algo que de repente decidi mudar. | ” |

Priscilla então, anuncia o lançamento de um EP intitulado "Tem Dias(expansão)" que contém os singles "Correntes" e "Tem Dias", além de outras 2 faixas novas e que, posteriormente, fariam parte do álbum. Ainda em meados de Agosto, Priscilla participou do The Masked Singer Brasil onde interpretou a personagem Unicornio ao longo dos episódios sendo a vencedora do programa em outubro. Após a vitória, a artista anunciou seu novo álbum para 22 de outubro de 2021 revelando a capa oficial e a tracklist do álbum. O álbum conta com participação especial de Lucas Silveira, Projota e Emicida.

## Promoções
"Correntes" foi lançada como primeiro single do projeto em 19 de novembro de 2020 e seu videoclipe em 20 de novembro de 2020. A faixa marcou a primeira faixa mais pop da cantora e foi bastante elogiada pela mídia devido a sua temática e coreografia.
"Tem Dias" foi liberada como segundo single do projeto em 05 de agosto de 2021 e marcou a primeira faixa lançada após o anúncio da transição do mercado gospel ao pop.
"Você é um Perigo" foi lançada como terceiro single juntamente com o álbum em 22 de outubro de 2021. A faixa entrou no top 200 do Spotify na posição #196.

## Lista de Faixas
Lista de Faixas de acordo com Spotify.
| Você Aprendeu a Amar? — Edição padrão |                                              |                                     |                         |         |  |
| N.º                                   | Título                                       | Compositor(es)                      | Produtor(es)            | Duração |  |
| 1.                                    | "Boyzinho"                                   | Priscilla Alcantara Lucas Silveira  | Lucas Silveira          | 3:15    |  |
| 2.                                    | "Correntes"                                  | Alcantara Silveira                  | Silveira                | 2:45    |  |
| 3.                                    | "Primavera"                                  | Alcantara Silveira                  | Silveira                | 2:52    |  |
| 4.                                    | "Você é um Perigo"                           | Alcantara Silveira                  | Silveira                | 3:05    |  |
| 5.                                    | "Eu Não Sou Pra Você" (part. Lucas Silveira) | Alcantara Silveira Mateus Asato     | Silveira                | 3:36    |  |
| 6.                                    | "Tem Dias"                                   | Alcantara Silveira Karen Jonz       | Silveira                | 3:01    |  |
| 7.                                    | "Oceano"                                     | Alcantara Silveira                  | Silveira                | 4:04    |  |
| 8.                                    | "O Meu Sim é Todo Seu" (com Projota)         | Alcantara Silveira José Pereira     | Silveira Thiago Abrahão | 3:43    |  |
| 9.                                    | "Beat Triste"                                | Alcantara Silveira                  | Silveira                | 3:34    |  |
| 10.                                   | "Você Aprendeu a Amar?" (com Emicida)        | Alcantara Silveira Leandro Oliveira | Silveira                | 3:40    |  |
| Duração total:                        | Duração total:                               | Duração total:                      | Duração total:          | 33:40   |  |